# Ghost (Gackt-dal)
A Ghost Gackt japán énekes kislemeze, mely 2009. január 28-án jelent meg a Dears kiadónál. A dalt felhasználták a Terminátor – Sarah Connor krónikái című televíziós sorozat japán vetítéséhez.

## Számlista
| #  | Cím                                                                                      | Hossz |
| -- | ---------------------------------------------------------------------------------------- | ----- |
| 1. | Ghost                                                                                    | 4:07  |
| 2. | Blue Lagoon: Sinkai (Blue Lagoon ～深海～; Hepburn: Blue Lagoon: Shinkai)                | 4:33  |
| 3. | Ghost (Instrumental)                                                                     | 4:06  |
| 4. | Blue Lagoon: Sinkai (Blue Lagoon ～深海～; Hepburn: Blue Lagoon: Shinkai) (Instrumental) | 4:28  |

## Slágerlista-helyezések
| Slágerlisták (2008)             | Legmagasabb helyezés |
| ------------------------------- | -------------------- |
| Oricon heti kislemezlista       | 6                    |
| Billboard Japan Hot 100         | 33                   |
| Billboard Japan Top Independent | 1                    |